# 藤野村 (岡山県)
藤野村（ふじのそん）はかつて和気郡にあった村である。ここでは大字藤野についても述べる。

## 歴史

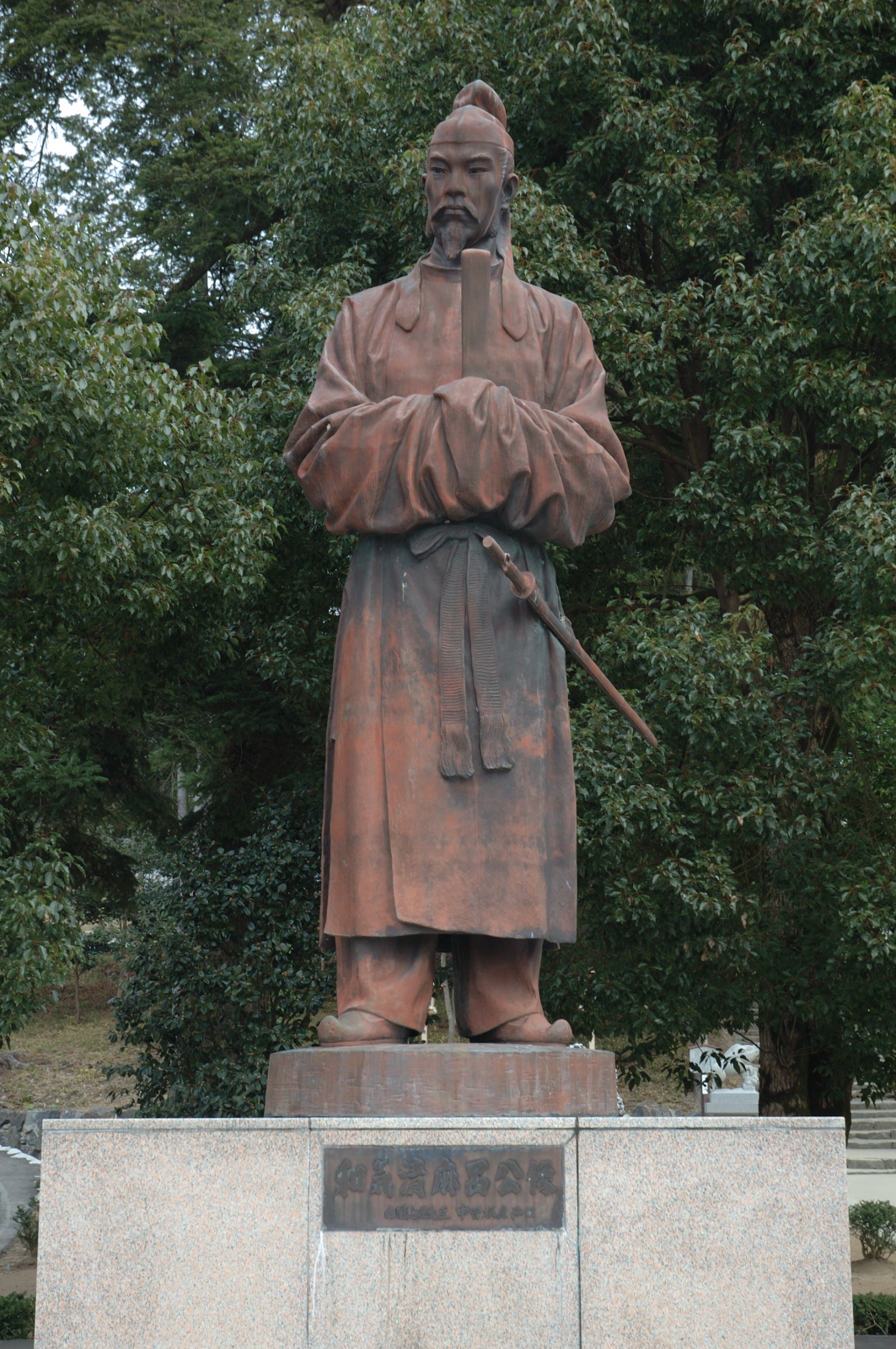
和気清麻呂像

### 和氣氏政廰之趾
このあたりは大政と呼ばれ、大政所の略称。和気氏の役所の場所と考えられており、付近に昭和15年、「和氣清麻呂公碑」という大きな石碑が建立されている。
和気氏・和気清麻呂

## 和気神社・藤公園
和気神社を参照。

### 藤公園
国内外から100種類余りの藤が集められている。総延長が500メートルある藤棚などがある。なお、見頃は入園料が必要。

## 地勢
金剛川

## 大字藤野

### 施設

#### 保育所
和気町立和気にこにこ園

#### 小学校
和気町立和気小学校

#### 郵便
藤野郵便局

#### 史跡
和気神社・藤公園